# Custom House (Londres)
Custom House est une zone anglaise située à l'est de Londres, dans le borough londonien de Newham.